# Tana (rzeka w Finlandii i Norwegii)
Tana (norw. Tanaelva, płn.-lap. Deatnu [dosłownie „wielka rzeka”], fiń. Teno) – rzeka w północnej Norwegii (Finnmark) i w północnej Finlandii (Laponia). Za początek rzeki uważa się miejsce połączenia dwóch rzek: Kárášjohka i Anárjohka znajdujące się ok. 14 km na wschód od miejscowości Karasjok i 3 km od fińskiej wioski Karigasniemi. Długość od tego miejsca wynosi 348 km (piąta co do długości rzeka Norwegii). Na odcinku 256 km między norweskimi gminami Karasjok i Tana oraz fińską gminą Utsjoki tworzy granicę fińsko-norweską. Rzeka uchodzi do fiordu Tanafjorden tworząc rozległą deltę (jedną z największych w Europie).
Tana słynie jako jedna z najlepszych na całym świecie rzek do połowu łososia. W 1929 roku złowiono tu dotąd największego łososia atlantyckiego, ważącego 36 kg.
Na rzece znajdują się dwa mosty. W 1948 nad rzeką zbudowano pod Tana bru najdłuższy most wiszący w Norwegii o rozstawie zawieszenia 194 m i całkowitej długości 220 m. Drugi most Samelandsbrua zbudowano w 1993 roku pod Roavvegieddi na granicznym odcinku rzeki. Jest to most wantowy o rozstawie zawieszenia 155 m i całkowitej długości 316 m.